# Wahrheit oder Pflicht (2005)
Der Spielfilm Wahrheit oder Pflicht aus dem Jahr 2005 entstand unter der Regie von Arne Nolting und Jan Martin Scharf.
In der dramatischen Komödie spielt Katharina Schüttler eine Schülerin, die wegen zu schlechter Leistungen das Gymnasium verlassen muss, dies ihren Eltern verschweigt, sie glauben lässt, dass sie weiter zur Schule geht und so noch Chancen habe, das Abitur zu erlangen.

## Handlung
Annika befindet sich am Ende der 12. Klasse. Ihr Vater, ein Pilot, fliegt zweimal täglich die Route Leipzig–Bratislava. Ihre Mutter, welche neuerdings die Lokalpolitik entdeckt hat, setzt sich für den Bau einer Umgehungsstraße ein. Aber der größte Wunsch der beiden ist das Abitur ihrer Tochter. Doch Annika versagt in der entscheidenden Matheklausur, bleibt deshalb zum zweiten Mal sitzen und wird ein Jahr vor dem Abitur mit der Mittleren Reife aus der Schule entlassen. Auf dem Heimweg, im Gespräch mit ihrer Freundin, hat sie noch den Vorsatz, die missliche Schlappe ihren Eltern zu gestehen. Zu Hause scheint die Situation jedoch nicht günstig. Ihre Mutter betreibt gerade ein Treffen ihrer Bürgerinitiative für den Bau der Umgehungsstraße und der Vater ist deshalb strikt genervt. Annika schweigt und verbirgt die Neuigkeit, wird jedoch von ihrem Vater aufs kommende Zeugnis angesprochen und erklärt, um weiteren Stress zu vermeiden, dass am morgigen Tag die Zeugnisse verteilt würden. Als es Nacht geworden ist, schlafen die Schmelzers, nur Annika wacht. Mitten in der Nacht steht sie auf und sucht das vorhergehende Halbjahreszeugnis raus. Sie manipuliert es, ändert das Datum und das Halbjahr. Am nächsten Tag präsentiert sie das Zeugnis ihren Eltern. Der Vater ist entsetzt und verärgert darüber, dass sich Annika in keinem Fach verbessert habe. Die getroffene Annika verteidigt sich mit den Worten: „Du hast auch kein Abi“ gegenüber ihrem Vater, der dies aber nicht hören will und geht. Anders reagiert die Mutter. Sie ist erfreut und meint, dass ihre Tochter nun erwachsen würde.
In den sich anschließenden Ferien machen die Schmelzers eine Kreuzfahrt auf der Astoria, aber die beiden Eltern streiten sich immer noch, und die Kreuzfahrt ist für Annika kein erquickendes Erlebnis. Die Ferien sind vorbei und Annika wird des Morgens von ihrer Mutter geweckt. Sie soll zur Schule gehen. Annika versucht erneut zögerlich zu erklären, dass sie nicht mehr zur Schule gehen müsse. Doch die Mutter, die sich immer noch mit ihrer Bürgerinitiative beschäftigt, hört nicht zu und schickt Annika zur Schule. Annika fährt nun mit dem Schulbus in die Stadt und geht dort zunächst ins Berufsinformationszentrum. Dort erkundigt sie sich mittels berufskundlicher Informationsfilme über den Beruf des/der Zerspanungsmechanikers/Zerspanungsmechanikerin (mit den vier Fachrichtungen Drehtechnik, Automaten-Drehtechnik, Frästechnik wie auch Schleiftechnik) und über den Beruf des Seegüterkontrolleurs.
Danach streift sie gelangweilt durch die Gegend, entdeckt dabei, in der Nähe einer Plattenbausiedlung, einen abgewrackten Reisebus, der hinter Bäumen und Büschen steht, ganz in der Wildnis versteckt. In den nun folgenden Tagen und Wochen hält sie sich während des Vormittages, also während der vermeintlichen Schulzeit, in diesem Reisebus, den sie sich wohnlich eingerichtet hat, auf und versucht ihre freie Zeit zu genießen. Dabei lernt sie Kai kennen, der in der angrenzenden Plattenbausiedlung bei seiner Mutter wohnt.
Doch die Situation wird immer schlimmer. Ihr Vater verliert nach einem Unfall die Arbeit und ist seitdem zu Hause. Sie wird von ihrem Vater, zur Verbesserung der Mathenoten, zur Nachhilfe geschickt. Ihr ehemaliger Klassenlehrer erkennt ihre Situation und gedenkt mit ihren Eltern zu sprechen. Ihre Eltern streiten sich immer schlimmer und plötzlich scheint eine Scheidung nicht mehr völlig unwahrscheinlich. Der einzige Halt, den sie noch hat, ist Kai, mit dem sie sich angefreundet hat, der aber fordert, dass sie alles ihren Eltern erzählt.
Die nun immer unangenehmer werdende Situation zeigt immer mehr Ähnlichkeiten mit dem Spiel Wahrheit oder Pflicht. Annika dreht sich ein Jahr lang wie ein „Kreisel“, bis sie nicht mehr weiß, wo oben und unten ist, sie umgeht dabei die Wahrheit und wählt letztendlich die Pflicht, denn es will ja eh niemand die Wahrheit hören.

## Produktionshintergrund
Der Film wurde von der 2 Pilots Filmproduktion in Co-Produktion mit der Kunsthochschule für Medien Köln (KHM) sowie dem Westdeutschen Rundfunk (WDR) hergestellt, mit Unterstützung der Filmstiftung Nordrhein-Westfalen, der Nordmedia, der Mitteldeutsche Medienförderung (MDM) und dem Filmbüro Bremen. Den Kinoverleih in Deutschland übernahm im Jahr 2006 Zorro Film.
Die Handlung des Filmes basiert laut den beiden Drehbuchautoren auf einer wahren Begebenheit:

„Inspiriert zu Annikas Geschichte hat uns eine wahre Begebenheit: In meinem Abi-Jahrgang gab es eine Schülerin, die in der elften Klasse sitzen blieb und an die sich schon bald niemand mehr erinnern konnte. Bis ihre Eltern am Tag der Abitur-Entlassung auftauchten und das Mädchen suchten. Sie glaubten, ihre Tochter, die schon längst von der Schule geflogen war, habe das Abitur und sie kamen, um zu feiern. Es war ein tragischer aber auch absurder Moment, dem eine Geschichte voller Dramatik und unterdrückter Gefühle vorausgegangen sein musste.“

## Veröffentlichung und Auszeichnungen
Der Film erhielt schon im Jahr 2004 und somit vor seiner Premiere seine erste Auszeichnung, nämlich den Nachwuchspreis des Studio Hamburgs. Im selben Jahr wurde der Film für den First Steps Award nominiert.
Am 14. Januar 2005 hatte der Film in den USA auf dem Berlin & Beyond Festival seine Premiere. Im englischen Sprachraum lautet der Titel auch Truth or Dare.
Seine Deutschland-Premiere hatte der Film dann auf dem Max Ophüls Festival am 18. Januar 2005 in Saarbrücken. Dort gewann er den bpb/LpB-Preis 2005 der Schülerjury.
Des Weiteren gewann der Film im Jahr 2005 noch den Promotion-Film-Förderpreis beim Filmfest Emden, den Haupt-Publikumspreis LÜDIA für den besten Film sowie den Preis der Schülerjury 16+ beim Filmfest Lünen, das Mainzer Rad beim FILMZ-Festival des deutschen Films in Mainz und den Silbernen Zenit beim Festival des Films du Monde Montréal.
Der eigentliche Kinostart in Deutschland fand erst am 1. Juni 2006 statt. Dabei erreichte Wahrheit oder Pflicht bislang nur etwas über 8000 Kinobesucher. Beim Cinequest Film Festival in San José erhielt der Film im Jahre 2006 eine weitere Auszeichnung: Best First Feature.
In Litauen wurde der Film erstmals am 21. September 2007 gezeigt. Die österreichische Premiere fand am 16. Juni 2009 in Wien statt.
Im Fernsehen  wurde der Film erstmals am 28. Juli 2008 um 22.45 Uhr auf Das Erste gezeigt und seitdem mehrfach auf anderen Sendern wiederholt.

## Kritiken
„Leichte Komödie mit dezentem sozialem Touch und einer wundervollen Katharina Schüttler.“
„Lügen haben kurze Beine - in Wahrheit oder Pflicht werden […] Zeuge, wie sich die Protagonistin Tag für Tag mehr in ihren Lügen verstrickt. Wer bei diesem Stoff eine mahnende „Entweder …, oder …“ Moral befürchtet, wird angenehm überrascht sein. […] Den beiden Jungregisseuren Arne Nolting und Jan Martin Scharf ist es in Wahrheit oder Pflicht gelungen, die verhandelte, auf den ersten Blick sehr moralisierende Thematik auf eine angenehm subjektive und erfrischend einfallsreiche Art umzusetzen. […] Dabei verleiht vor allem der spröde Charme und das trotzige Spiel von Theater-Shootingstar Katharina Schüttler […] der Geschichte eine besondere Kraft. Entstanden ist ein amüsanter Film übers Erwachsenwerden und die erste Liebe, thematisch passend mit Musik von Klee unterlegt.“
„Eindrucksvoll sind dabei vor allem die lebensnah erzählte Story und die glaubhaft agierenden Figuren. Leider stört die wenig gelungene Kameraführung den Filmgenuss nicht unerheblich und Katharina Schüttler wirkt mit ihren 26 Jahren in einigen Szenen ein wenig zu alt für die Rolle der 18jährigen Annika. Der bewusstere Zuschauer wird bei einem Kinobesuch dennoch keine Enttäuschung erleben, auch wenn es […] ‚Wahrheit oder Pflicht‘ etwas an cineastischer Größe mangelt.“
„Jan Martin Scharfs und Arne Noltings Inszenierung ist angenehm unaufdringlich. Der Zuschauer ist zwar nah an der Schülerin, bleibt aber ein Beobachter aus Distanz. Hektische Schnitte und unmotivierte Nahaufnahmen fehlen. Die Emotionen werden durch die Handlung evoziert [d.h. hervorgerufen] und nicht durch filmische Mittel manipuliert. […] ‚Wahrheit oder Pflicht‘ ist ein ehrlicher Film über die Schwierigkeiten des Erwachsenwerdens.“

## Medien
- DVD: Wahrheit oder Pflicht – Sony Pictures Home Entertainment (2007)
- Musik: Unverwundbar und Jelängerjelieber – von der Band Klee (2004)[2]